# Inštitut za slovensko kulturo
Inštitut za slovensko kulturo je kulturna in raziskovalna institucija slovenske narodne skupnosti v Italiji. Od svoje ustanovitve leta 2006 deluje v Špetru Slovenov, pomembnem kulturnem središču Beneške Slovenije. Inštitut se ukvarja s promocijo slovenskega jezika in raziskovanjem identitete skupnosti predvsem v Videmski pokrajini, kjer je bila slovenska manjšina slabše prepoznana in priznana v primerjavi z Goriško in Videmsko pokrajino. Sodelavci inštituta ustvarjajo tedenski radijski oddaji na furlanskem Radio Onde Furlane ter slovenskem Alpskem valu, sodelujejo pa tudi z drugimi organizacijami Slovencev v Italiji, med drugim pri izdajanju publikacij.